# Chuck Mosley
Pour les articles homonymes, voir Mosley.
Charles Henry Mosley III, dit Chuck Mosley, est un chanteur américain, né le 26 décembre 1959 à Hollywood et mort le 9 novembre 2017.

## Biographie
Il est connu pour avoir été le chanteur de Faith No More de 1985 à 1988. Il a enregistré deux albums avec ce groupe, We Care a Lot et Introduce Yourself, et a également fait partie des groupes Bad Brains, Haircuts That Kill, et Cement (qu'il fonda après son départ de Faith No More).

## Sources
- Biographie officielle de Chuck Mosley (archive)
- Biographie officielle de Faith No More
- Haircuts That Kill sur MySpace
- Interview de Chuck Mosley sur Billboard.com